# Von Essenskarvet
Von Essenskarvet är ett berg i Antarktis. Det ligger i Östantarktis. Norge gör anspråk på området. Toppen på Von Essenskarvet är 2 664 meter över havet.
Terrängen runt Von Essenskarvet är huvudsakligen kuperad, men åt sydost är den platt.